# Don Siegel
Donald „Don“ Siegel (* 26. Oktober 1912 in Chicago, Illinois; † 20. April 1991 in Nipomo, Kalifornien) war ein US-amerikanischer Filmregisseur und Filmproduzent.
Zu seinen wichtigsten Filmen gehören der Science-Fiction-Film Invasion of the Body Snatchers, der Polizeifilm Nur noch 72 Stunden, der Kriminalfilm Dirty Harry und der Spätwestern The Shootist. Wiederholt arbeitete er mit Clint Eastwood als Hauptdarsteller zusammen, der in Siegel einen wichtigen Mentor für seine spätere Regietätigkeit sah.

## Leben
Don Siegel machte seinen Schulabschluss in England. Nach einem Kunststudium in Paris ging er in den 1930er Jahren nach Hollywood. Ab 1934 arbeitete er für das Filmstudio Warner Brothers, wo er sein Handwerk in der Schnittabteilung und als Second Unit-Regisseur erlernte. 1945 führte er erstmals Regie bei zwei Kurzfilmen. Beide wurden mit einem Oscar ausgezeichnet, aber, wie Siegel in einem Interview 1970 ausführte, ohne dass jemand Notiz davon nahm, da ein Oscar für einen Kurzfilm damals nur für das Studio zählte. Ende der 1940er Jahre, nach dem Film Night Unto Night, verließ Siegel Warner Brothers.

„Siegel war ein kleines, doch wichtiges Rädchen im Uhrwerk des Studios. Er arbeitete allein und weitgehend selbstständig, kein Regisseur redete ihm viel in seine Arbeit hinein. Er arbeitete am Fließband und blieb dennoch ein Individualist. Obwohl er dem Studio viel Geld einsparen half, mochte ihn Jack Warner nicht allzu sehr – wie alle Freigeister.“

In der Folge drehte Siegel als unabhängiger Regisseur vornehmlich Western und actionbetonte Thriller. Für seine Regiearbeit in Terror in Block 11 (1954) wurde er für den Directors Guild of America Award nominiert. Sein Ausflug ins Science-Fiction-Genre mit Die Dämonischen (1956) blieb eine Ausnahme, doch bezeichnete er diesen rückblickend als seinen „wahrscheinlich besten Film“. Siegel war den Studios für schnelles und effizientes Arbeiten bekannt, mit bis zu 55 wechselnden Kamerapositionen am Tag.
Beginnend mit dem ursprünglich fürs Fernsehen produzierten Der Tod eines Killers (1964) drehte Siegel die Filme, die heute zu seinen bekanntesten zählen, darunter Nur noch 72 Stunden (1968) und den kontrovers diskutierten Dirty Harry (1971). Siegel arbeitete häufig mit Clint Eastwood und war ein Mentor Eastwoods, als dieser begann, selbst Regie zu führen. Der Jazzmusiker Lalo Schifrin steuerte zu einigen Filmen Siegels der späten 1960er und 1970er Jahre die Musik bei.
Im Laufe seiner Karriere verhalf Siegel unter anderem den zukünftigen Regisseuren Sam Peckinpah und Michael Reeves zu ihren ersten Tätigkeiten im Filmgeschäft. Eastwood widmete Siegel, wie auch seinem anderen Mentor, Sergio Leone, postum seinen Film Erbarmungslos aus dem Jahre 1992.
Siegel war dreimal verheiratet, mit Viveca Lindfors, Doe Avedon und Carol Rydall. Aus der von 1949 bis 1954 bestehenden Ehe mit Lindfors ging der 1952 geborene Sohn Kristoffer Tabori hervor, der später Schauspieler und Regisseur wurde. Während der Ehe mit Avedon, die von 1957 bis 1975 bestand, adoptierte das Paar vier Kinder. Die Ehe mit Carol Rydall, einer vormaligen Assistentin Clint Eastwoods, hielt von 1981 bis zu Siegels Tod 1991.

## Rezeption
Den kontrovers diskutierten Dirty Harry, einen Selbstjustiz verübenden Polizisten, hielt Siegels Biograph Stuart Kaminsky für „unmoralisch“, Kritikerin Pauline Kael sprach gar von „faschistischem Mittelaltertum“. Siegels Telefon beurteilte Filmkritiker Peter Knight als „geradlinigen Kalter-Kriegs-Film“. Deborah Allison (sensesofcinema.com) verwies darauf, dass der Regisseur selbst selten moralisch oder politisch Position bezog. John Baxter schrieb zum Verhältnis Held–Verbrecher–Zuschauer in Siegels Filmen:

„Siegel bebildert in seinem Werk den impliziten Vertrag zwischen den Verbrechern und der Gesellschaft. Wir benötigen Verbrecher, um unsere eigenen Gewaltfantasien zu verwirklichen. Er findet den Beweis dieser Symbiose in unserem Rechtssystem, einem untauglichen Werkzeug, das wir selbst sabotieren. Seine Filme verspotten diese Strukturen. Die Polizeigewalt in Nur noch 72 Stunden (1968) ist korrupt. Terror in Block 11 und Flucht von Alcatraz (1979) greifen den Strafvollzug an. Sowohl Coogans großer Bluff als auch Dirty Harry parodieren die Soziologie, die Rechtsprechung und das Konzept der Rehabilitation.“

Ebenfalls Gegenstand gegensätzlicher Deutungen wurde Siegels Die Dämonischen, in dem Außerirdische die Körper der Bewohner eines kleinen kalifornischen Dorfes übernehmen und eine gefühllose, rein utilitaristische Gesellschaftsform aufbauen wollen. „Man spürt förmlich die antikommunistische Paranoia der Nachkriegszeit, gleichzeitig ist man versucht, den Film als Metapher für die Tyrannei der McCarthy-Ära zu deuten“ (David Wood, BBC) Siegel wollte den Film weder links noch rechts ansiedeln und betonte, dass seine Filme keine politische Botschaft besäßen: „Ich finde, Spielfilme sollten primär unterhalten, und ich will nicht predigen.“
Eines der wenigen offenen politischen Bekenntnisse Siegels stammt aus einem 1972 geführten Interview mit der New York Times. „Wenn Sie einen Film machen, der auf der sicheren Seite steht, haben Sie ein Problem“, erläuterte Siegel und bestand darauf, dass Clint Eastwood, Hauptdarsteller u. a. in Dirty Harry, der Konservative sei, er selbst dagegen eine politisch konträre Haltung vertrete: „Ich bin ein Liberaler. Ich sympathisiere mit der Linken.“ Gleichzeitig schränkte er ein, „ich mache keine politischen Filme“.

## Filmografie (Auswahl)
Second Unit Regie
- 1941: Sergeant York
- 1943: Botschafter in Moskau (Mission to Moscow)
- 1943: Blutiger Schnee (Northern Pursuit)
- 1944: Haben und Nichthaben (To Have and Have Not)
- 1944: Der Ring der Verschworenen (The Conspirators)
- 1945: Spiel mit dem Schicksal (Saratoga Trunk)
- 1949: Der Mann, der herrschen wollte (All the King’s Men)

Regie
- 1945: Star in the Night (Kurzfilm)
- 1945: Hitler Lives (Kurz-Dokumentarfilm)
- 1946: Hier irrte Scotland Yard (The Verdict)
- 1949: Night Unto Night
- 1949: Die rote Schlinge (The Big Steal)
- 1952: Schüsse in New Mexico (The Duel at Silver Creek)
- 1952: Nicht die Zeit für Blumen (No Time for Flowers)
- 1953: Die Nacht vor dem Galgen (Count the Hours)
- 1953: Geheimdienst im Dschungel (China Venture)
- 1954: Terror in Block 11 (Riot in Cell Block 11)
- 1954: Hölle 36 (Private Hell 36)
- 1955: An Annapolis Story
- 1956: Die Dämonischen (Invasion of the Body Snatchers)
- 1956: Entfesselte Jugend (Crime in the Streets)
- 1957: Flamenca – Ein Amerikaner in Spanien (Spanish Affair)
- 1957: So enden sie alle (Baby Face Nelson)
- 1958: Der Henker ist unterwegs (The Lineup)
- 1958: Strich durch die Rechnung (The Gun Runners)
- 1960: Flammender Stern (Flaming Star)
- 1962: Die ins Gras beißen (Hell Is for Heroes)
- 1964: Der Tod eines Killers (The Killers)
- 1964: Einbahnstraße in den Tod (The Hanged Man, Fernsehfilm)
- 1967: Ein Fremder auf der Flucht (Stranger on the Run, Fernsehfilm)
- 1968: Nur noch 72 Stunden (Madigan)
- 1968: Coogans großer Bluff (Coogan’s Bluff)
- 1969: Frank Patch – Deine Stunden sind gezählt (Death of a Gunfighter)
- 1970: Ein Fressen für die Geier (Two Mules for Sister Sara)
- 1971: Betrogen (The Beguiled)
- 1971: Dirty Harry
- 1973: Der große Coup (Charley Varrick)
- 1974: Die schwarze Windmühle (The Black Windmill)
- 1976: Der letzte Scharfschütze (The Shootist)
- 1977: Telefon
- 1979: Flucht von Alcatraz (Escape from Alcatraz)
- 1980: Der Löwe zeigt die Krallen (Rough Cut)
- 1982: Verhext (Jinxed!)

Produzent
- 1964: Der Tod eines Killers (The Killers)
- 1965–1966: The Legend of Jesse James (Fernsehserie, 34 Episoden)
- 1968: Coogans großer Bluff (Coogan’s Bluff)
- 1971: Betrogen (The Beguiled)
- 1971: Dirty Harry
- 1973: Der große Coup (Charley Varrick)
- 1974: Die schwarze Windmühle (The Black Windmill)
- 1979: Flucht von Alcatraz (Escape from Alcatraz)

Darsteller
- 1972: Sadistico (Play Misty for Me)
- 1973: Der große Coup (Charley Varrick)
- 1978: Die Körperfresser kommen (Invasion of the Body Snatchers)
- 1982: Verhext (Jinxed!)
- 1985: Kopfüber in die Nacht (Into the Night)

## Dokumentarfilm
- Don Siegel – Der letzte der Unabhängigen (The Last of the Independents.) Fernsehdokumentation über Don Siegel von Thys Ockersen, Niederlande 1980